# Джерело «Кішево»
Джерело́ «Кі́шево»  — гідрологічна пам'ятка природи місцевого значення в Україні. Об'єкт розташований на території Подільському районі Одеської області, на захід від села Кам'яне. 
Площа — 0,01 га. Статус отриманий у 1972 році.